# 葉惟蓁
葉惟蓁（？—？），號密軒，廣東廣州府南海县軍籍番禺县人。明朝政治人物、進士出身。

## 生平
萬曆十六年（1588年）戊子科廣東鄉試舉人，十七年（1589年）登己丑科進士，户部觀政，十一月养病。十九年八月授中書舍人，二十二年丁憂，卒于家。

## 家族
曾祖葉和。祖父葉閏成。父葉復浩。